# Logania insularis
Logania insularis är en tvåhjärtbladig växtart som beskrevs av John McConnell Black. Logania insularis ingår i släktet Logania och familjen Loganiaceae. Inga underarter finns listade i Catalogue of Life.